# 紀元前7年
紀元前7年（きげんぜん7ねん）。

## 他の紀年法
- 干支 : 甲寅
- 日本
  - 垂仁天皇23年
  - 皇紀654年
- 中国
  - 前漢 : 綏和2年
- 朝鮮
  - 高句麗 : 瑠璃明王13年
  - 新羅 : 赫居世51年
  - 百済 : 温祚王12年
  - 檀紀2327年
- 仏滅紀元 : 537年
- ユダヤ暦 : 3754年 - 3755年

## できごと
- ユダヤ王国、ヘロデ大王、マリアムネ（英語版）との間に生まれた自分の二人の王子アリストブロス（英語版）とアレクサンドロス（英語版）を処刑。
- ローマ帝国、アウグストゥス帝、帝国全土の人口調査。
- （仮説）イエズス・キリスト誕生。（D・ヒューズ、1993年9月15日）
- 中国前漢、3月成帝逝去、4月哀帝即位。7月王莽を罷免、王氏勢力一時的に失墜。[1]

## 誕生
- 木星と土星の位置関係から、この年の5月から12月の間にイエス・キリストが生まれた可能性がある。

## 死去
- 成帝、前漢の第11代皇帝（* 紀元前51年）
- 趙合徳